# Tenguiz Jubuluri
Tenguiz Jubuluri –en georgiano, თემურ ხუბულური– (Skra, URSS, 24 de mayo de 1955) es un deportista soviético que compitió en judo.
Participó en los Juegos Olímpicos de Moscú 1980, obteniendo una medalla de plata en la categoría de –95 kg. Ganó dos medallas en el Campeonato Mundial de Judo en los años 1979 y 1981, y tres medallas en el Campeonato Europeo de Judo entre los años 1976 y 1981.

## Palmarés internacional
| Juegos Olímpicos   | Juegos Olímpicos          | Juegos Olímpicos | Juegos Olímpicos |
| Año                | Lugar                     | Medalla          | Categoría        |
| ------------------ | ------------------------- | ---------------- | ---------------- |
| 1980               | Moscú ( URSS)             | Medalla de plata | –95 kg           |
| Campeonato Mundial |                           |                  |                  |
| Año                | Lugar                     | Medalla          | Categoría        |
| 1979               | París (Francia)           | Medalla de oro   | –95 kg           |
| 1981               | Maastricht (Países Bajos) | Medalla de oro   | –95 kg           |
| Campeonato Europeo |                           |                  |                  |
| Año                | Lugar                     | Medalla          | Categoría        |
| 1976               | Kiev (URSS)               | Medalla de oro   | –93 kg           |
| 1979               | Bruselas (Bélgica)        | Medalla de oro   | –95 kg           |
| 1981               | Debrecen (Hungría)        | Medalla de plata | –95 kg           |